# La Séquence du spectateur
La Séquence du spectateur était une émission de télévision française d'actualité cinématographique créée par Claude Mionnet et diffusée chaque dimanche sur la RTF Télévision, la première chaîne de l'ORTF, puis sur TF1 du 20 octobre 1953 jusqu'au 11 février 1989.
En 2015, l'émission renaît de ses cendres, et reprend du service sur Télé Mélody le dimanche soir vers 22 h sous le titre La nouvelle séquence du spectateur avec la même musique de générique culte et un visuel Vintage d'un cinéma des années 1960-1970.

## Principe de l'émission
Cette émission proposait des extraits et bandes-annonces de films, présentés en voix off par Catherine Langeais pendant 35 ans, un record pour une voix off française.
Une déclinaison pour les enfants était proposée le jeudi à midi avec La Séquence du jeune spectateur présentée par une marionnette prénommée Claire.
En 2015, Henry-Jean Servat prend les commandes de l'émission sur Télé Mélody.

## Générique
À l'origine de l'émission, en 1953, l'indicatif musical du générique était La ronde, une musique d'Oscar Straus composée pour le film du même nom de Max Ophuls en 1950. Par la suite, cet indicatif, fut remplacé par le cha-cha-cha On the Desert Road composé par Charles Telmage en 1953 et interprété par Juan Montego & The Kingston Orchestra.

## Pour approfondir